# Klosterholztunnel
Der Klosterholztunnel ist ein aufgegebener Eisenbahntunnel nördlich von Gevelsberg im Ennepe-Ruhr-Kreis. Er gehörte zur Elbschetalbahn von Witten nach Schwelm und weist eine Länge von 350 Metern auf. Mit Eröffnung der Bahnstrecke am 15. Mai 1934 wurde auch der Klosterholztunnel bei Streckenkilometer 13,1 (Nordportal) für den Schienenverkehr freigegeben.
Namensgebend war die neben dem Tunnel befindliche Siedlung Klosterholz (später Klostermark genannt, seit 1970 ein Stadtteil von Gevelsberg). Da der Tunnel auf Asbecker Flur liegt, wird er gelegentlich auch als Asbecker Tunnel bezeichnet.

## U-Verlagerung
Gegen Ende des Zweiten Weltkrieges richtete der NS-Staat im Klosterholztunnel eine Flugzeugreparaturwerkstätte unter dem Tarnnamen Goldammer (Baunummer 265) ein. Auch in den anderen Tunnelbauwerken der Bahnstrecke wurden Rüstungs- und Produktionsanlagen aufgebaut. Für diese so genannte U-Verlagerung stellte die Reichsbahn den fahrplanmäßigen Bahnverkehr auf der Strecke im September 1944 komplett ein und eine Einsatzgruppe der Organisation Todt führte dann Umbauarbeiten am Tunnel durch. Anschließend begann die Firma Ludwig Hansen aus Münster am 1. Januar 1945 mit der Instandsetzung von Kampfflugzeugen der Wehrmacht. Zusätzlich zu den werksangehörigen Arbeitern wurden dabei auch Zwangsarbeiter aus Osteuropa eingesetzt.

## Umnutzung
Nach dem Zweiten Weltkrieg wurde der Betrieb auf der Strecke wieder aufgenommen und bis zur Einstellung des Personen- und Güterverkehrs fortgeführt. Im Jahre 1983 erfolgte schließlich die endgültige Stilllegung des Streckenabschnittes zwischen den Stationen Wengern West und Gevelsberg West. Der Tunnel hatte damit seine ursprüngliche Zweckbestimmung verloren und die Stadt Gevelsberg suchte anschließend nach einer neuen Nutzung für das Tunnelbauwerk. Dabei kam der Vorschlag auf, sowohl den Klosterholztunnel als auch den Silscheder Tunnel mit Abfällen aufzufüllen. Dieser Vorschlag wurde allerdings von der Stadt nicht weiterverfolgt.
Um die Jahrtausendwende rückte die Absicht, die ehemalige Bahntrasse in einen Radweg umzuwandeln, in den Vordergrund. Es wurde daraufhin beschlossen, den stillgelegten Streckenabschnitt der Elbschetalbahn unter der Federführung des Landesbetriebes Straßenbau NRW in den Von-Ruhr-zur-Ruhr-Radweg zu integrieren. 2014 starteten hierzu die Arbeiten im ersten Bauabschnitt. Im dritten bzw. letzten Bauabschnitt, zu dem auch der Klosterholztunnel gehört, startete 2018 die Baufeldfreimachung und 2020 wurde die Tunnelsanierung ausgeschrieben.[veraltet]